# پروتکل دروازه‌ای مرزی
پروتکل دروازه‌ای مرزی یا بی‌جی‌پی (BGP) (به انگلیسی: Border Gateway Protocol) یک پروتکل مسیریابی از نوع خارجی است که ارتباط بین سیستم‌های مستقل را فراهم می‌کند. وجود پروتکل‌های از این دست، برای دسترسی به شبکهٔ جهانی اینترنت ضروری است.
از خصوصیات اصلی بی‌جی‌پی می‌توان به قابلیت مقیاس پذیری (به انگلیسی: Scalability) آن اشاره کرد. این پروتکل در مقایسه با پروتکل‌های دیگری همچون OSPF و EIGRP که برای تعداد روترها در یک AS یا یک Area محدودیت داشتند، به علت عدم نیاز به ارتباط مستقیم دو روتر در شبکه، دارای این محدودیت نیست.
بی‌جی‌پی شامل دو نوع داخلی یا iBGP و خارجی یا eBGP است. نوع خارجی آن بین دو سیستم مستقل مختلف اجرا می‌شود و نوع داخلی آن نیز درون یک سیستم مستقل. معمولاً ارتباط بین روترها در حالت iBGP به صورت FullMesh برقرار می‌شود، چرا که قانون جلوگیری از ایجاد حلقه یا LOOP، به یک روتر اجازه نمی‌دهد تا مسیرهای دریافت شده از طریق یک iBGP را درون آن iBGP انتشار دهد.